# Taylor Schilling
Taylor Schilling, född 27 juli 1984 i Boston i Massachusetts, är en amerikansk skådespelare. 
Schilling växte upp i West Roxbury och Wayland, Massachusetts omväxlande hos sina skilda föräldrar. Hon blev tidigt intresserad av skådespeleri och var verksam i skolteatern. Hon studerade en tid vid Fordham University och sedan skådespeleri vid New York University men hoppade av efter andra året för att fokusera på att gå på auditions medan hon försörjde sig som barnflicka.
Sin första filmroll fick hon i independentfilmen Dark Matter (2007). Från 2009 syntes hon i TV-serien Mercy. Sedan spelade hon huvudrollen som Dagny Taggart i Atlas Shrugged: Part I, baserad på Ayn Rands roman Och världen skälvde (1957), samt den kvinnliga huvudrollen, mot Zac Efron i The Lucky One, baserad på en roman av Nicholas Sparks. Mellan 2013 och 2019 spelade hon huvudrollen Piper Chapman i TV-serien Orange Is the New Black.

## Filmografi
- 2007 – Dark Matter
- 2011 – Atlas Shrugged: Part I
- 2011 – The Lucky One
- 2012 – Argo
- 2013–2019 – Orange Is the New Black (TV-serie)